# Hamza Katan
Hamza Katan –en árabe, حمزه قطان– (nacido el 19 de abril de 1997) es un deportista jordano que compite en taekwondo. Ganó una medalla de bronce en el Campeonato Mundial de Taekwondo de 2019, y una medalla de bronce en los Juegos Asiáticos de 2018.

## Palmarés internacional
| Campeonato Mundial | Campeonato Mundial       | Campeonato Mundial | Campeonato Mundial |
| Año                | Lugar                    | Medalla            | Categoría          |
| ------------------ | ------------------------ | ------------------ | ------------------ |
| 2019               | Mánchester (Reino Unido) | Medalla de bronce  | +87 kg             |
| Juegos Asiáticos   |                          |                    |                    |
| Año                | Lugar                    | Medalla            | Categoría          |
| 2018               | Yakarta (Indonesia)      | Medalla de bronce  | +80 kg             |